# Topoľčany
Topoľčany (på tyska (Groß)topoltschan) är en stad i regionen Nitra i västra Slovakien. Staden som har en yta av 27,58 km² har en befolkning som uppgår till 28 945 invånare (2005). Staden är känd för sin möbelindustri och  ölmärket Topvar.

## Kända personer
- Miroslav Šatan, slovakisk ishockeyspelare
- Robert Fico, slovakisk politiker